# August Helmer
August Helmer (* 1818; † 1883) war Senator und Stadtsyndikus von Hildesheim.
Helmer war ab 1842 zunächst Auditor am Hildesheimer Stadtgericht. 1848 wurde er zum Senator und 1852 zum Stadtsyndikus gewählt. Er war ein enger Mitarbeiter Paul Johann Friedrich Boysens bei der Einführung von Gasbeleuchtung und Kanalisation in Hildesheim. Mit Hermann Roemer verband ihn eine Jugend- und Studienfreundschaft.
Am 17. November 1882 wurde ihm das Ehrenbürgerrecht verliehen. 1891 wurde die Helmerstraße in der Oststadt nach ihm benannt.